# Tahir Siddique
Tahir Siddique (født 1972 i Danmark) er en dansk erhvervsleder og iværksætter. Han er medlem af investorpanelet i Løvens Hule. Tidligere har han bl.a. været medejer af Livescore, som leverer sportsresultater til 50 millioner brugere verden over. Siddique har dansk-pakistansk baggrund, idet han er født i Danmark af indvandrere fra Pakistan.

## Opvækst
Siddiques far kom til Danmark som gæstearbejder fra Pakistan i slutningen af 1960'erne, hvor han fik arbejde som arbejdsmand på et Volvo-værksted. Tahir blev født i Danmark og voksede op i Brøndby, hvor han gik på Nygårdsskolen. Han var vild med sport og især god til cricket, hvor han startede som lilleput i Svanholm Cricketklub og senere nåede at vinde Danmarksmesterskabet med samme klub. Han har desuden spillet på Danmarks U14- til U19-landshold.

## Karriere
Siddique gik på handelsskole i Valby og fik som 18-årig en elevplads i A.P. Møller - Mærsk, hvor han blev videreuddannet i de næste to år. Han aftjente derpå sin værnepligt i ni måneder og vendte så tilbage til Mærsk, hvor han tilbragte i alt 10 år som ansat. Han sagde op i 2000 for at starte Danmarks første sportsdatavirksomhed Enetpulse. Virksomheden voksede med forskellige TV-stationer som kunder. I 2007 havde virksomheden 80 ansatte i fire lande, der solgte sportsresultater over hele Europa.
Samme år blev Siddique skilt, og da han ønskede at følge sin ekskone og søn, der flyttede til Odense, solgte han sin andel i Enetpulse og blev derefter ansat og senere partner og direktør i LiveScore, der viser sportsresultater, som han var med til at bygge op. I 2017 blev virksomheden solgt for næsten 1 mia. kr., hvorefter Siddique begyndte som professionel investor.
I 2024 blev Siddique medlem af investorpanelet i forretnings-reality-TV-programmet Løvens Hule. På det tidspunkt var Siddique registreret som administrerende direktør i 10 virksomheder, hvoraf adskillige dog ligger i dvale. Via holdingselskabet Connecting24 Holding ApS, som Siddique ejede helt, ejede han bl.a. virksomheden SportCC, som arbejder med rå sportsdata og algoritmer, og Clever Cost, som kan bruges af virksomheder til at få hurtige informationer om bevægelserne i deres forretning, eksempelvis prisudviklingen på råvarer. Han har til Fyns Amts Avis udtalt, at han opfatter sine spidskompetencer som strategi, app-udvikling, software og platforme.

## Religion
Siddique er dansk muslim og udtalte i 2024 til Berlingske, at "»Jeg er muslim, og jeg tror på, at når vi dør, tager vi ikke noget med os ud over de gode gerninger, vi har lavet."